# النا نویکوا-بلووا
النا نویکوا-بلووا شمشیرباز زن اهل اتحاد جماهیر شوروی است. وی در بین سال‌های ‎۱۹۶۸ تا ۱۹۷۶ میلادی در مسابقات بازی‌های المپیک تابستانی در مجموع ۶ مدال، شامل ۴ مدال طلا و ۱ نقره و ۱ برنز را کسب کرد.